# Filopode dendritique
Les filopodes dendritiques sont de petites protubérances membraneuses situées principalement sur les tronçons dendritiques des neurones en développement. Ces structures peuvent recevoir des informations synaptiques et se développer en épines dendritiques. Les filopodes dendritiques sont généralement moins bien étudiés que les épines dendritiques car leur nature transitoire les rend difficiles à détecter avec les techniques de microscopie traditionnelles. Elles peuvent également être détruites pendant la préparation des échantillons. Cependant, il a été déterminé que les filopodes sur les tiges dendritiques sont distincts des autres types de filopodes (même ceux trouvés dans les cônes de croissance dendritiques) et peuvent réagir aux stimuli de différentes manières.

## Structure
Les filopodes dendritiques sont fins et ressemblant à des poils. Ils sont définis comme ayant une longueur au moins deux fois supérieure à la largeur, et ils n'affichent pas la tête bulbeuse trouvée sur les épines dendritiques. Les filopodes sont dépourvus de la plupart des organites cellulaires et sont principalement composés d'éléments de cytosquelette d'actine. Des contacts synaptiques peuvent se produire le long des filopodes et pas seulement à l'extrémité.

## Rôle dans la transmission synaptique
Les filopodes dendritiques peuvent être le siège de synapses dans certaines régions du système nerveux. Dans certains types de cellules neuronales, comme dans les cellules ganglionnaires de la rétine de rat, les épines dendritiques ne sont pas présentes, ce qui suggère que dans ces cas, la synaptogenèse se produit principalement sur les tiges dendritiques ou sur les filopodes eux-mêmes. Les filopodes peuvent se synapser avec les axones voisins à la fois le long du filopode et à la pointe. L'activité synaptique sur les filopodes dendritiques peut altérer leur morphologie, ou induire leur transformation en épines dendritiques (voir transformation en épines.)

## Rôle dans le développement
Aux premiers stades du développement neural, les arbres dendritiques sont massivement peuplés de filopodes dendritiques. Progressivement, le nombre de filopodes commence à diminuer concordant avec une augmentation du nombre d'épines dentritiques. Finalement, les épines deviennent la structure dominante sur les tiges dendritiques avec seulement quelques filopodes présents. Les filopodes semblent se développer en réponse à des impulsions localisées de glutamate, suggérant qu'ils peuvent jouer un rôle dans la direction de la ramification dendritique.

### Transformation en épines
Les filopodes dendritiques peuvent être facilement observés se transformant en épines dendritiques. Il a été proposé que les filopodes puissent représenter les précurseurs des épines dendritiques et que leur caractère transitoire et leur motilité puissent permettre la sélection de partenaires synaptiques. La sélection des partenaires synaptiques peut dépendre de l'activité synaptique détectée à proximité du filopode. La signalisation localisée du glutamate dans la zone des filopodes dendritiques entraîne une augmentation de la longueur des filopodes, tandis que le blocage des récepteurs du glutamate réduit le nombre de filopodes dendritiques. Par conséquent, les filopodes dendritiques peuvent être utilisés par les cellules post-synaptiques pour détecter les axones passants. Une fois le contact entre le filopode dendritique et un axone voisin établi, le filopode se rétracte et la tête commence à gonfler, prenant une morphologie plus épineuse. À ce stade, la synapse est considérée comme mature et est perçue comme plus stable.
Bien que des filopodes dendritiques aient été observés en train de devenir des épines dendritiques, le processus par lequel cela se produit est inconnu. Des études ont rapporté que les filopodes peuvent subir plus d'un stade de développement avant de devenir des épines, et que le regroupement de certaines protéines telles que Drebrin peut être utilisé pour identifier la maturité des filopodes. Les épines matures contiennent des enrichissements en protéine PSD95 au niveau de leurs têtes de colonne vertébrale, et PSD95 est souvent utilisé comme indicateur de maturité de la colonne vertébrale. Cependant, les filopodes dendritiques peuvent adopter des morphologies de type épine même sans protéines de densité post-synaptiques, ce qui indique que le remodelage de l'actine est le principal processus responsable du développement des épines à partir des filopodes. Des analyses cytosquelettiques des épines par rapport aux filopodes ont montré qu'une morphologie semblable à une épine est associée à un nombre plus élevé de filaments d'actine ramifiés. Par conséquent, les protéines qui interagissent avec le complexe arp2/3 ainsi qu'avec l'actine F sont à l'étude pour leur implication dans ce processus. Étant donné que les filopodes sont également sensibles aux concentrations locales de glutamate, les protéines qui interagissent avec les récepteurs NMDA dans les filopodes dendritiques sont également des candidats à la régulation de ce processus.

## Rôle dans la plasticité synaptique
Des études ont montré que sur les tronçons dendritiques matures, l'activité synaptique médiée par NMDAR peut stimuler la croissance de nouveaux filopodes, qui peuvent ensuite se développer en synapses vertébrales matures. Cette découverte représente un rôle possible pour les filopodes dendritiques dans la plasticité synaptique, car les filopodes peuvent servir de précurseurs aux synapses matures, même dans les neurones matures.

## Pathologies
Bien que les filopodes dendritiques ne jouent pas un rôle clair dans une maladie particulière, un nombre anormalement élevé de filopodes a été trouvé dans le cerveau de patients atteints de troubles du spectre autistique. Ce phénotype à filopode élevé et à épine basse peut être dû à l'incapacité des filopodes à mûrir correctement en épines. Il a été démontré que des mutations du gène SHANK3 provoquent des phénotypes similaires à ceux observés dans le cerveau des patients atteints de ces troubles.